# Philip Quinton
Philip Kane Quinton (Columbus, 16 novembre 1999) è un calciatore statunitense, difensore del Real Salt Lake.

## Carriera
Ha iniziato a giocara a calcio nel 2018 con i Notre Dame Fighting Irish e vi è rimasto durante il triennio di frequentazione dell'Università di Notre Dame. Nel 2021 ha disputato anche un incontro di USL League Two con la maglia dei Portland Timbers U23.
L'11 gennaio 2022 è stato selezionato dal Columbus Crew nel SuperDraft MLS ed il 17 marzo seguente ha firmato un contratto professionistico con la seconda squadra del club giallonero, con cui ha successivamente debuttato 9 giorni dopo nell'incontro di MLS Next Pro perso 2-0 contro l'Inter Miami II. A fine stagione è rimasto svincolato ma l'8 febbraio del 2023 ha firmato un nuovo contratto, venendo promosso in prima squadra. Ha fatto il suo esordio il 26 febbraio nell'incontro di MLS perso 4-1 contro il Philadelphia Union, ed un mese più tardi ha segnato il suo primo gol nel successo per 6-1 contro l'Atlanta United.
Il 19 aprile 2024 è stato acquistato a titolo definitivo dal Real Salt Lake.

## Statistiche

### Presenze e reti nei club
Statistiche aggiornate al 6 febbraio 2025.
| Stagione             | Squadra              | Campionato           | Campionato | Campionato | Coppe nazionali | Coppe nazionali | Coppe nazionali | Coppe continentali | Coppe continentali | Coppe continentali | Altre coppe | Altre coppe | Altre coppe | Totale | Totale | Totale |
| Stagione             | Squadra              | Comp                 | Pres       | Reti       | Comp            | Pres            | Reti            | Comp               | Pres               | Reti               | Comp        | Pres        | Reti        | Pres   | Reti   |        |
| -------------------- | -------------------- | -------------------- | ---------- | ---------- | --------------- | --------------- | --------------- | ------------------ | ------------------ | ------------------ | ----------- | ----------- | ----------- | ------ | ------ | ------ |
| 2021                 | Portland Timbers U23 | USL2                 | 1          | 0          | -               | -               | -               | -                  | -                  | -                  | -           | -           | -           | 1      | 0      |        |
| 2022                 | Columbus Crew 2      | MNP                  | 19         | 0          | -               | -               | -               | -                  | -                  | -                  | -           | -           | -           | 19     | 0      |        |
| 2023                 | Columbus Crew 2      | MNP                  | 8          | 0          | -               | -               | -               | -                  | -                  | -                  | -           | -           | -           | 8      | 0      |        |
| 2024                 | Columbus Crew 2      | MNP                  | 1          | 0          | -               | -               | -               | -                  | -                  | -                  | -           | -           | -           | 1      | 0      |        |
| Totale Columbus Crew | Totale Columbus Crew | Totale Columbus Crew | 28         | 0          |                 | -               | -               |                    | -                  | -                  |             | -           | -           | 28     | 0      |        |
| 2023                 | Columbus Crew        | MLS                  | 12         | 1          | USCup           | 3               | 0               | CCL                | 0                  | 0                  | LC          | 0           | 0           | 15     | 1      |        |
| 2024                 | Columbus Crew        | MLS                  | 1          | 0          | USCup           | 0               | -               | -                  | -                  | -                  | -           | -           | 1           | 0      |        |        |
| Totale Columbus Crew | Totale Columbus Crew | Totale Columbus Crew | 13         | 1          |                 | 3               | 0               |                    | 0                  | 0                  |             | 0           | 0           | 16     | 1      |        |
| 2024                 | Real Salt Lake       | MLS                  | 19         | 1          | USCup           | 1               | 0               | -                  | -                  | -                  | LC          | 0           | 0           | 20     | 1      |        |
| Totale carriera      | Totale carriera      | Totale carriera      | 61         | 2          |                 | 4               | 0               |                    | 0                  | 0                  |             | 0           | 0           | 65     | 2      |        |

## Palmarès

### Club

#### Competizioni nazionali
- MLS Next Pro: 1

Columbus Crew 2: 2022
- Campionato MLS: 1

Columbus Crew: 2023